# Junior Petrus
Junior Petrus (Ongwediva, 17 de junio de 2000) es un futbolista namibio que juega en la demarcación de delantero para el Blue Waters FC de la Premier League de Namibia

## Selección nacional
Hizo su debut con la selección de fútbol de Namibia el 5 de julio de 2023 en un encuentro de la Copa COSAFA 2023 contra Sudáfrica que finalizó con un resultado de empate a uno tras un gol de Rowan Human para Sudáfrica, y de Elmo Kambindu para Namibia.

## Clubes
| Club             | País    | Año       | Partidos | Goles |
| ---------------- | ------- | --------- | -------- | ----- |
| Blue Waters FC   | Namibia | 2019-2023 |          | 9     |
| KF Liria Prizren | Kosovo  | 2023-2024 | 15       | 1     |
| Blue Waters FC   | Namibia | 2024-     |          |       |